# Jan Típek
Jan Típek (* 24. ledna 1949) je bývalý český fotbalista, útočník.

## Fotbalová kariéra
V československé lize hrál za Bohemians Praha. Nastoupil ve 3 ligových utkáních. Gól v lize nedal. Do Bohemians přišel ze Sparty Košíře.

## Ligová bilance
| Ročník                                   | Zápasy | Góly | Klub            |
| ---------------------------------------- | ------ | ---- | --------------- |
| 1. československá fotbalová liga 1973/74 | 1      | 0    | Bohemians Praha |
| 1. československá fotbalová liga 1974/75 | 2      | 0    | Bohemians Praha |
| CELKEM                                   | 3      | 0    |                 |